# Bernard Reyndorp
Bernard Reyndorp, auch: Bernard Rijnsdorp geschrieben; eigentlicher Name: Bernard Daniël Guillaume Charles Reyndorp (* 28. April 1870 in
Haarlem; † 30. Januar 1950 in Delft) war ein niederländischer Autor, Freidenker, Buchhändler, Philosoph und Anarchist.

## Leben
Wilhelmus H Hubertus Vliegen (1862–1947), Leiter der Niederländischen sozialistischen Bewegung, äußerte sich in seiner Biografie über Reyndorp, dass jener eine Bohemien-Herkunft hatte. Reyndorps Vater, Jacobus Franciscus Reyndorp, war Friseur und Artist, der in den Niederlanden und Belgien mit verschiedenen Varietés unterwegs war. Bernard Reyndorp wurde von einem Großonkel in einer kleinbürgerlichen Umgebung nach strengen römisch-katholischen Sitten erzogen. Als 12-Jähriger arbeitete er in einer Zigarrenfabrik und später als Buchdrucker. Durch die Lektüre von Multatuli und der Zeitschrift De Dageraad löste er sich vom christlichen Glauben.
Als Autodidakt lernte er Französisch, Englisch und Deutsch. Dadurch konnte er die Werke von Gustav Landauer, Ludwig Büchner, Charles Darwin und Pierre-Joseph Proudhon in ihrer ursprünglichen Sprache lesen.
Durch die Zeitschriften Radical Weekblad (Radikales Wochenblatt) und Recht voor Allen (Recht für Alle) kam Reyndorp zum Sozialismus. Er übersetzte Gustav Landauers Een weg tot bevrijding der arbeidenden klasse (Amsterdam, 1894) ins Niederländische und veröffentlichte unter anderem in Het Volksblad, Recht voor Allen, De Syndikalist, De Vrijdenker und Licht en Waarheid (hrsg. von Jan Sterringa). Außerdem war er 1894 Redakteur von der Zeitschrift Anarchist. Er veröffentlicht ebenfalls in der Nachfolge-Zeitschrift De Anarchist. Ende 1897 war er auch Redakteur von An-Archie, die bis 1899 erschien.
Durch den Kontakt mit dem niederländischen Anarchisten Johannes Methöfer kam er zum Anarchismus. 1897 wurde er für kurze Zeit Mitglied bei der Amsterdamer Vrije Socialisten Vereniging (Freie sozialistische Vereinigung) und ein Jahr später vom Socialisten Bond (Bund der Sozialisten). In Den Haag war er als Buchhändler tätig und 1907 trat er als Sprecher bei einer Demonstration der Internationale Anti-Militaristische Vereniging  auf. Im gleichen Jahr lernte er Rudolf Rocker auf dem
Internationalen anarchistischen Kongress in Amsterdam kennen. Durch den Einfluss von Gertruida Agneta Muysken (bekannt geworden als Kapteyn-Muysken; 1855–1929), die in ihrer Wohnung unter anderem Ferdinand Domela Nieuwenhuis, Bart de Light und Clara Gertrud Wichmann empfing, schrieb Reyndorp später eine Kurzbiografie über  Kapteyn-Muysken.
Reyndorp sah die ideale Gesellschaft als eine von harmonisch zusammenarbeitenden Menschen auf der Basis von Kultur und geistiger Freiheit. Weder Sozialdemokratie noch Individualistischer Anarchismus waren seine Weltanschauung. Sein Interesse für die soziale Psychologie wurden von B. de Ligt und Année Rinzes de Jong geteilt. Reyndorp musste seinen Buchhandel in Den Haag aufgeben und Kapteyn-Muysken vermittelte ihm über C. Wichmann eine Arbeitsstelle beim Centraal Bureau voor den Statistiek. Für die Zeitschrift De Vrije Gedachte (Der freie Gedanke) von der Freidenker-Vereinigung De Dageraad schrieb er Artikel und wurde für einige Jahre für De Dageraad
in den allgemeinen Vorstand gewählt. Seine Veröffentlichungen in De Vrije Gedachte, die er in seinem bekanntesten Buch, In de greep van het barbarisme, Een sociaal-psychologische diagnose van den wereldoorlog (Amsterdam 1916), bündelte.
Reyndorp wurde Mitglied vom Bond van religieuze Anrcho-Communisten (Bund der religiösen Anarcho-Kommunisten, BRAC) und veröffentlichte in der Zeitschrift De Vrije Communist (Der freie Kommunist), von der Christiaan Cornelissen (1864–1942) zeitweise Redakteur war.
Der Zweite Weltkrieg und der Tod seiner Ehefrau hatten schwerwiegende Folgen für seinen geistigen Zustand. 1942 kam Reyndorp in eine psychiatrische Klinik in Delft.
Nach seinem Tod veröffentlichte die Zeitschrift De Vlam (Die Flamme): „Der Name Reyndorp und die mit ihm verbundene Person ist für die junge Generation vollkommen unbekannt, allerdings hatte dieser Mann mit großem Ernst und Hingabe gearbeitet … für die Freiheit des Geistes.“
Bernard Reyndorp war verheiratet mit Gijsberta Geertruida de Munnik und Vater von acht Kindern.

## Veröffentlichungen (Auswahl)
- Ziekten onzer samenleving: misdaad en prostitutie. Amsterdam 1904
- Het genie van de daad in: Gedenkboek ter gelegenheid van den 70sten verjaardag van F. Domela Nieuwenhuis. 31 december 1916. Amsterdam 1916. S. 116–118
- Herinneringen aan Dr. H. P. Berlage. In: Bevrijding, 1934 S. 131–132.

## Weiterführende Literatur (Auswahl)
- Jatti Enklaar, Hans Ester, unter Mitarbeit von Evelyne Tax (Hrsg.): Im Schatten der Literaturgeschichte. Autoren die keiner mehr kennt. Editions Rodopi B.V., Amsterdam-New York 2005. ISBN 90-420-1915-8
- Bart de Ligt: B. Reyndorp zestig jaar.  In der Zeitschrift Bevrijding.  Mai 1930. S. 8
- J.F. Ankersmit: Een halve eeuw journalistiek (Amsterdam 1937); "In memoriam B. Reyndorp". In der Zeitschrift De Vrijdenker vom 11. Februar 1950
- J.B. Meijer: Aan onze vriend B. Reyndorp.  In der Zeitschrift Socialisme van onder op!, vom  18. Februar 1950
- A. Constandse: Bij de dood van B. Reijndorp. In: De Vrijdenker, vom 4. März 1950

## Archiv
- Archief B. Reyndorp. Im Internationalen Institut für Sozialgeschichte (IISG)

| Personendaten    | Personendaten                              |
| ---------------- | ------------------------------------------ |
| NAME             | Reyndorp, Bernard                          |
| ALTERNATIVNAMEN  | Reyndorp, Bernard Daniël Guillaume Charles |
| KURZBESCHREIBUNG | niederländischer Anarchist                 |
| GEBURTSDATUM     | 28. April 1870                             |
| GEBURTSORT       | Haarlem                                    |
| STERBEDATUM      | 30. Januar 1950                            |
| STERBEORT        | Delft                                      |